# Kalipancur (Blado)
Kalipancur is een bestuurslaag in het regentschap Batang van de provincie Midden-Java, Indonesië. Kalipancur telt 2039 inwoners (volkstelling 2010).